# الأميرة أوغستا صوفيا أميرة المملكة المتحدة

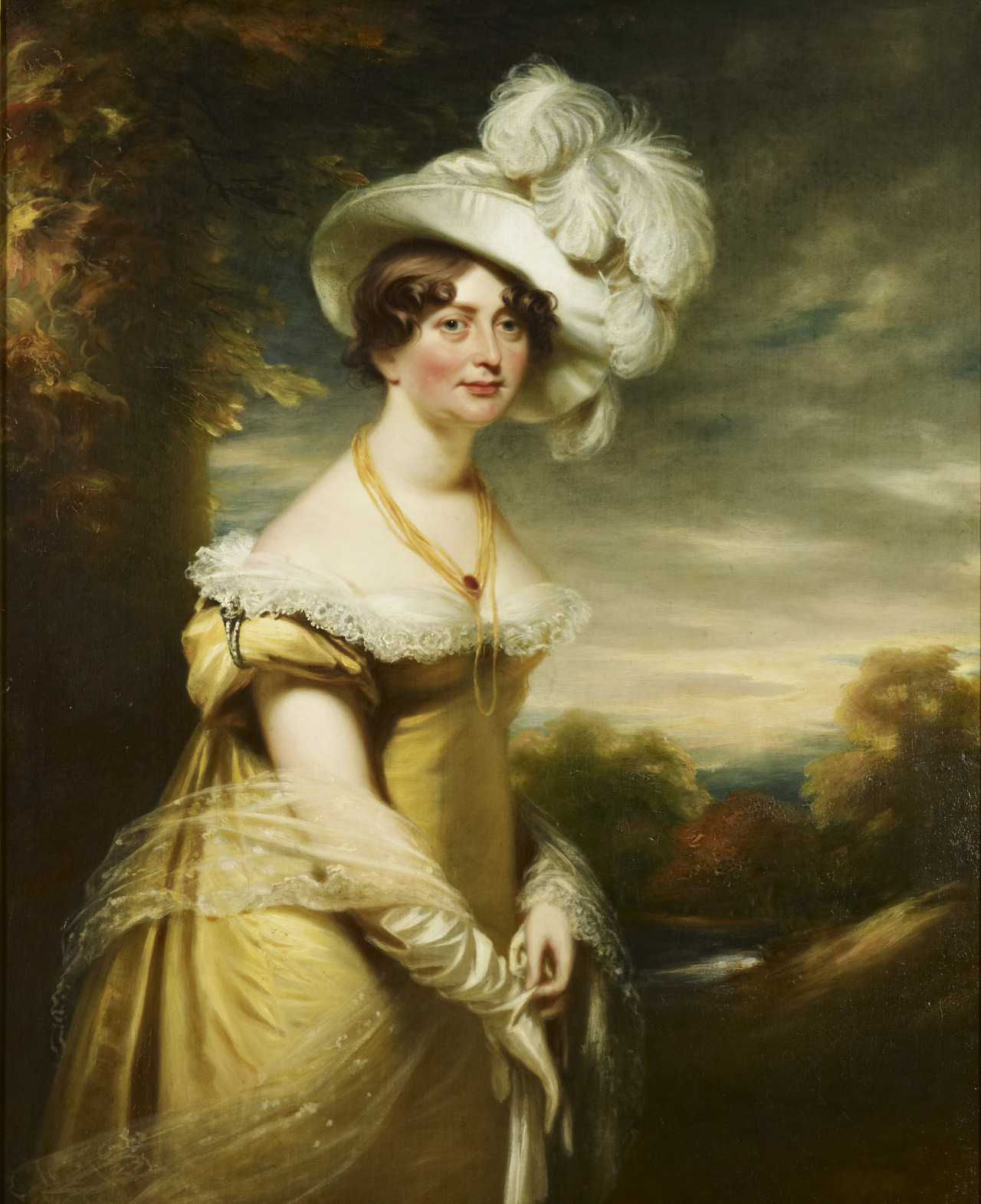
الأميرة أوغستا صوفيا أميرة المملكة المتحدة

الأميرة أوغستا صوفيا المملكة المتحدة (بالإنجليزية: Princess Augusta Sophia of the United Kingdom)‏ (8 نوفمبر 1768 - 22 سبتمبر 1840) كانت الطفلة السادسة والابنة الثانية لجورج الثالث ملك المملكة المتحدة والملكة شارلوت مكلنبورغ.